# Rebecca Rogers
Rebecca Elizabeth Rogers, née le 8 juin 1959 à Chicago, est une historienne franco-américaine, professeure à l'université Paris Descartes et spécialiste de l'histoire de l'éducation féminine en France au XIXe siècle.

## Biographie
Elle est née à Chicago d'un père américain, romancier, et d'une mère française. Après son diplôme obtenu à l'université Harvard, elle poursuit ses études en France, où elle obtient un DEA en 1983 puis elle soutient en 1987 une thèse de doctorat sur les maisons d’éducation de la Légion d’honneur au XIXe siècle, à l'École des hautes études en sciences sociales sous la direction de Dominique Julia. Elle enseigne à l’université d'Iowa de 1989 à 1994, puis elle est nommée maîtresse de conférences à l'université Marc-Bloch Strasbourg 2 de 1995 à 2006. Elle soutient son mémoire d'habilitation universitaire en 2001, à l'université Paris I Panthéon-Sorbonne. En 2006, elle est élue professeure d'histoire de l'éducation à l'université Paris Descartes. Elle est membre statutaire du laboratoire de recherche universitaire Centre de recherche sur les liens sociaux (CERLIS). Elle dirige notamment le master sciences de l'éducation, entre 2008 et 2014, et des thèses sur des questions relatives à l'histoire de l'éducation.

## Activités de recherches et éditoriales
Rebecca Rogers s'intéresse particulièrement à l'histoire de l'éducation des filles, à laquelle elle a consacré sa thèse, publiée en 1992 sous le titre L'Éducation des filles. Les Maisons d'éducation de la Légion d'honneur (1810-1881) : De la sociologie scolaire à la construction des identités, puis son mémoire d'habilitation, publiée en 2007 sous le titre Les Bourgeoises au pensionnat. Elle élargit ses recherches aux questions liées à la mixité scolaire et à l'histoire de l'éducation des filles en contexte colonial. Elle est l'auteure de la biographie d'une institutrice française, Eugénie Luce (1804-1882), qui a créé la première école pour des jeunes filles indigènes, à Alger en 1845. Dans ce livre, couronné par le prix Mary and Philip Boucher, de la French Colonial History Society, elle  souligne le rôle des femmes dans le projet colonial français. Ses publications portent, plus largement, sur l'histoire des femmes, les questions de genre et l'histoire de l'éducation. 
En 2014, Rebecca Rogers est élue membre du comité exécutif de l'International Standing Conference for the History of Education (ISCHE), qu'elle préside de 2015 à 2018. Elle est membre des comités de rédaction de Histoire de l'éducation, Clio. Femmes, genre, histoire, History of Education Quarterly et Paedagogica Historica. Elle participe à la fondation de l'association Mnémosyne, et de sa revue, Genre & Histoire, qu'elle dirige de 2007 à 2009. Elle est membre du comité directeur de l'Institut du genre, GIS du CNRS créé en 2012, et elle est chargée de mission pour la parité hommes/femmes de l'université Paris Descartes depuis 2012. 
En 2015, elle soutient le projet de réforme du collège de la ministre de l'Éducation nationale, Najat Vallaud-Belkacem en signant une tribune dans Le Monde.

## Publications

### Ouvrages
- Les Espaces de l'historien, avec Jean-Claude Waquet et Odile Goerg, Presses universitaires de Strasbourg, 2000.
- La Mixité dans l’éducation : enjeux passés et présents, ENS Éditions, 2004.
- (en) From the Salon to the Schoolroom : Educating Bourgeois Girls in Nineteenth-Century France, Penn State University Press, 2005.
- Les Demoiselles de la Légion d'honneur. Les maisons d'éducation de la Légion d'honneur au XIXe siècle, Plon, 1992 ; Perrin, 2005.
- Les Bourgeoises au pensionnat. L’éducation féminine au XIXe siècle, Presses universitaires de Rennes, 2007 (traduction de l'Américain par Céline Grasser de : From the Salon to the Schoolroom : Educating Bourgeois Girls in Nineteenth-Century France, Pennsylvania State University Press, 2005).
- L’Éducation des filles. XVIIIe – XXe siècles. Hommage à Françoise Mayeur, avec Pierre Caspard, Jean-Noël Luc, numéro spécial de la revue Histoire de l'éducation, no 115-116, 2007.
- (en) Girls’ Secondary Education in the Western World. From the 18th to the 20th Century, avec Joyce Goodman et James C. Albisetti, Palgrave Macmillan, 2010.
- La Fabrique des filles. L’éducation des filles de Jules Ferry à la pilule (Avec Françoise Thébaud), Paris, éditions Textuel, 2010
- (en) A Frenchwoman’s Imperial Story : Madame Luce in Nineteenth-Century Algeria, Stanford, Stanford University Press, 2013
- (co-dir.) avec Pascale Molinier, Les femmes dans le monde académique. Perspectives comparatives, Rennes, Presses universitaires de Rennes, 2015.

### Articles
- (en) « Competing Visions of Female Education in Post-Revolutionary France », History of Education Quarterly, 34, 1994, p. 147-170.
- (en) « Boarding Schools, Women Teachers and Domesticity : Reforming Girls' Education in the First Half of the XIXth Century », French Historical Studies, 19, 1995, p. 153-181.
- (en) « Schools, Discipline and Community : Diary-Writing and Schoolgirl Culture in Late XIXth-Century France », Women's History Review, 4, 1995, p. 525-554.
- « Le professeur a-t-il un sexe ? : les débats autour de la présence d'hommes dans l'enseignement secondaire féminin, 1840-1880 », Clio : Histoire, Femmes et Société, 4, 1996, p. 221-239. [lire en ligne]
- (en) « Retrograde or Modern ? : Unveiling the Teaching Nun in Nineteenth-Century France », Social History, 23, 1998, p. 146-164.
- (en) « French Education for British Girls in the Nineteenth Century », Women’s History Magazine, 42, 2002, p. 21-29.
- « La sous-maîtresse française au XIXe siècle : domestique ou enseignante stagiaire ? », Histoire de l’éducation, 98, 2003, p. 37-60. [lire en ligne]
- (en) « Telling Stories about the Colonies : English and French Women in Algeria in the 19th century », Gender and History, vol. 21, 1, 2009, p. 39-59.
- (en) « Teaching morality and religion in nineteenth-century colonial Algeria: gender and the civilizing mission », History of Education, 40/6, 2011, p.741-759.
- (en) « Language learning versus vocational training : French, Arab and British voices speak about indigenous girls’ education in 19th-century colonial Algeria » Paedagogica Historica,48/3, 2012, 369-379.
- « Relations entre femmes dans l’Alger colonial : Henriette Benaben (1847-1915) et son école de broderies « indigènes » », Genre & Colonisation, 1, printemps,2013, 147-169.
- « Écrire l’histoire des enseignantes : une historiographie aux contours internationaux », Histoire de l’éducation, 98, 2003, p. 5-35. [lire en ligne]
- « État des lieux de la mixité. Historiographies comparées en Europe », Clio. Histoire, Femmes et Société, 18, 2003, p. 177-202. [lire en ligne]
- « Les femmes et le genre dans l’histoire de l’éducation contemporaine », Historiens et géographes, 394, 2006, p. 111-120.
- « The Politics of Writing the History of French Girls’ Education », History of Education Researcher, 80, 2007, p. 136-144.
- « L’éducation des filles : un siècle et demi d'historiographie », Histoire de l’éducation, 115-116, 2007. [lire en ligne]
- « Réflexions méthodologiques et historiographiques sur les études ‘genre’ et l’histoire des religions », dans Nadine Weibel, Weiblicher Blick-Männerglaube. Religions d’hommes, regards de femmes : Beiträge zur Genderperspektive in den Weltreligionen, Waxmann, 2008, p. 15-27.
- « Le catholicisme au féminin. Thirty Years of Women’s History », Historical Reflections, 39/1, 2013, 82-100.
- « Congregações femininas e difusão de um modelo escolar: uma história transnacional », Pro-Posições vol.25 no.1 Campinas Jan./Apr.2014, p.55-74. [lire en ligne].
- « Paedagogica Historica : Trendsetter or Follower? », Paedagogica Historica, 50/6, 2014, p.717-736.

## Distinctions
- 2015 :  Chevalière de la Légion d'honneur [10]